# Магдалена Сибила от Прусия
Магдалена Сибила Пруска (на немски: Magdalena Sibylle von Preußen, * 31 декември 1586 в Кьонигсберг, † 12 февруари 1659 в Дрезден) от династията Хоенцолерн (Линия Бранденбург-Ансбах-Кулмбах) е принцеса от Херцогство Прусия и чрез женитба курфюрстиня на Саксония (1611 – 1656).
Тя е петата и най-малка дъщеря на херцог Албрехт Фридрих от Прусия (1553 – 1618) и Мария Елеонора от Юлих-Клеве-Берг (1550 – 1608), най-възрастната дъщеря на херцог Вилхелм Богатия от Юлих-Клеве-Берг и Мария фон Хабсбург (1531 – 1581), дъщеря на император Фердинанд I.
Магдалена Сибила се омъжва в Торгау на 19 юли 1607 г. за курфюрст Йохан Георг I от Саксония (1585 – 1656) от рода на Албертинските Ветини. Тя е втората му съпруга. На 8 октомври 1656 г. става вдовица. Живее в Дрезден, умира през 1659 г. и е погребана в катедралата на Фрайберг.

## Деца
Магдалена Сибила има с Йохан Георг I десет деца:
- София Елеонора (1609 – 1671) ∞ Георг II, ландграф на Хесен-Дармщат
- Мария Елизабет (1610 – 1684) ∞ Фридрих III, херцог на Шлезвиг-Холщайн-Готорп
- Кристиан Албрехт (* 4 март 1612, † 9 август 1612)
- Йохан Георг II (1613 – 1680), херцог на Саксония-Вайсенфелс
- Аугуст (1614–1680), херцог на Саксония-Вайсенфелс
- Кристиан I (1615 – 1691), херцог на Саксония-Мерзебург
- Магдалена Сибила (1617 – 1668) ∞ (I) Кристиан, кронпринц на Дания; ∞ (II) Фридрих Вилхелм II, херцог на Саксония-Алтенбург
- Мориц (1619 – 1681), херцог на Саксония-Цайц
- Хайнрих (* 27 юни 1622,† 15 август 1622)